# The Slow Death
The Slow Death ist eine 2007 gegründete Gothic-Metal- und Funeral-Doom-Band.

## Geschichte
Stuart Prickett von Illimitable Dolor, Mandy Andresen von Murkrat und Gregg Williamson gründeten The Slow Death 2007 im australischen Springwood als Studioprojekt. Die Band entwickelte sich aus Pricketts Soloprojekt Of Grief Everlasting. Der Bandname entstand ursprünglich als Witz unter den Beteiligten, fügte sich letztendlich für Prickett als passend zu Musik und Konzept der Band.
Das selbstbetitelte Debüt erschien 2008 im Selbstverlag. Ebenso wurde das zweite Album II 2012 herausgegeben. Zu den Aufnahmen ergänzte Yonn McLaughlin von Backyard Mortuary das Projekt als Schlagzeuger. Nachdem II im April 2012 erschien stießen im November des gleichen Jahres der Bassist Dan Garcia von Charting the Depths of Despair und der Gitarrist Brett Campbell von Pallbearer zu The Slow Death. In dieser Besetzung spielte die Band ein Split-Album mit Majestic Downfall sowie das dritte Studioalbum The Ark ein. Beide Veröffentlichungen erschienen über das mexikanische Independent-Label Chaos Records. Das Split-Album entstand, nachdem The Slow Death die Möglichkeit erwog ungenutztes Songmaterial des Albums II zu veröffentlichen. Aus einer persönlichen Freundschaft mit Jacobo Córdova von Majestic Downfall fiel die Entscheidung auf eine Kooperation.
Im Dezember 2014, nach den Aufnahmen des dritten Studioalbums, verstarb Williamson an einer Herzinsuffizienz. Für die Veröffentlichung des vierten Studioalbums Siege schloss die Band einen Vertrag mit dem indischen Label Transcending Obscurity Records ab. Trotz einer für das Jahr 2019 angekündigten Veröffentlichung blieb diese vorerst aus. Ein Stück des Albums wurde jedoch auf der Label-Kompilation für das Jahr 2020 präsentiert. Bereits vor Veröffentlichung begann die Band mit dem Schreibprozess zum vierten Studioalbum, der im Jahr 2016 abgeschlossen wurde. Teile der Stücke reichen bis zum Jahr 2005 zurück. Die gesamte Musik wurde Prickett verfasst, während die Texte Andresen schrieb. Bis zum Jahr 2017 war auch der Aufnahmeprozess abgeschlossen und das Siege benannte Album sollte zügig nach Ark zu veröffentlichen, doch „viele Dinge“ verhinderten die Veröffentlichung laut Prickett. Neben Verzögerungen die aus Zuliefer- und Produktionsschwierigkeiten des Labels entstanden verzögerten Buschbrände in Australien 2019/2020 und die COVID-19-Pandemie den Termin.

## Werk und Wirkung
Die Musik von The Slow Death wird als Atmospheric-, Gothic-, Funeral- und Death-Doom kategorisiert. Alle Veröffentlichungen verfolgen jeweils eigene Gesichten und sind von der sich als generelles Studioprojekt verstehenden Gruppe als solche von Beginn an konzipiert. Als Label kooperierte The Slow Death mit Aurora Australis Records, das die ersten Veröffentlichungen im Jahr 2013 wiederveröffentlichte, Chaos Records und Transcending Obscurity Records.

### Inhalt und Prozess
Die Band arrangiert ausschließlich Konzeptalben um tragische Geschichten. Für die lyrische Aufbereitung sowie die im Kontext stehende Gestaltung der Tonträger ist die Sängerin Mandy Andresen verantwortlich. Die musikalische Ausgestaltung geht vornehmlich auf den Gitarristen Stuart Prickett zurück. Die Entscheidung zur umfassenden Konzeptarbeit bestimmt dabei den kreativen Prozess.

„Unsere Songs basieren alle auf einer Geschichte, also muss es in das jeweilige Konzept passen. Alle unsere Geschichten handeln von Dingen, die furchtbar schief gehen, ohne Happy End.“

The Slow Death entstand als Konzeptalbum über die Pest, dem schloss sich II  als Konzeptalbum über das Aussterben der Menschheit an. Die Handlung von Ark kreist um einen Teil der Menschheit die den Planeten Erde aufgrund zunehmender Zerstörung verlässt aus der Perspektive zurückgebliebener Menschen. Die Geschichte von Siege handelt von einer belagerten Stadt unter despotischen Herrschaftsverhältnissen und den im Resultat leidenden Menschen und deren Aufbegehren.

### Stil
Das Webzine Doom-Metal.com beschreibt die von The Slow Death gespielte Musik als „atmosphärischen, stampfenden und vom Gitarrenspiel getragenen Death Doom von epischer Länge.“ Zum einordnenden Vergleich werden Interpreten des Death Doom, Gothic Metal und Funeral Doom wie Mourning Beloveth, Funeral und Ahab angeführt. In den Besprechungen der Alben werden mit My Dying Bride, Anathema, Cruciform, Skepticism, Officium Triste und Shape of Despair weitere Vergleichsgrößen bemüht.
Als zentrale Elemente werden die The-Beauty-and-the-Beast-Gesangspaarung, aus tiefen gutturalem Growling und dem als depressiv beschriebenen Frauengesang von Andresen, sowie das Gitarrenspiel von Stuart Prickett benannt. Entsprechend wird die Musik in Rezensionen umrissen. Laut der für das Twilight Magazine verfassten Rezension treffen „Monoton eintönige Songstrukturen […] auf verhalten riffige Härte und atmosphärische traurige, mitunter ruhige Melancholie und Hymnik, wobei ein herausragendes Charakteristikum das Zusammenspiel aus sehr tiefem infernalem Gegrowle und weiblichen Gesängen ist, fast wie bei die Schöne und das Biest.“ Hinzukommend nehme sich laut der für das Webzine Vampster verfassten Rezension die Band musikalisch „die Freiheit heraus, auch einmal kaum Akzente zu setzen und stattdessen einfach eine unverzerrte Gitarre mit dezent langsamem Schlagzeug-Rhythmus wirken zu lassen, um dann mit aggressiverem und flotterem Riffing einzusetzen“. So sei das Songwriting schlüssig und erstrecke sich über Songzeiten von bis zu über 19 Minuten. Dies baue sich so „langsam und oft stetig auf, gibt den beiden Sängern genügend Raum und lässt vor allem der Lead-Gitarre Platz, um sich klagend in das schleppende, musikalische Grundgerüst verweben zu lassen.“

### Rezeption
Die ersten Veröffentlichungen von The Slow Death wurden kaum international besprochen. Die Band erfuhr jedoch mit dem über Chaos Records veröffentlichten Split-Album und dem Studioalbum Ark internationale Resonanz die zumeist positiv ausfiel. Das Debüt-Album wurde von Frédéric Cerfvol in einer für das Webzine Doom-Metal.com verfassten Rezension als „solide“ bezeichnet und mit 6,5 von 10 möglichen Punkten versehen. Für das gleiche Webzine wurden das Split-Album von Dante DuVall mit 8,5 sowie Ark mit 9,5 von 10 möglichen Punkten versehen. Er bezeichnete The Ark als „ein unglaublich kraftvolles, emotionales und intensives Album“. Auch in der für das Webzine Vampster verfassten Besprechung des Albums wird dies gelobt, es füge sich „in eine Reihe von gelungenen (Funeral) Doom / Death Metal-Alben ein“. Ebenso wird das Album für Crossfire-Metal als „ein episches Eldorado für die Zielgruppe“ beurteilt. Die weiteren Veröffentlichungen wurden weniger, aber zumeist ähnlich positiv besprochen. So wurde für Feedback Metal das Album II besprochen und gemutmaßt es „verdiene es, gehört und jahrelang geliebt zu werden“. Den Beitrag zum Split-Album wurde für das Twilight Magazine als „bodenständig authentischen melancholisch-melodischen old-schooligen Doom Metal“ beschrieben. Ebenso urteilte Islander für No Clean Singing in einer Besprechung des Split-Albums „The Slow Death müssen wirklich bekannter werden“. Mit der Veröffentlichung von Siege nahm die internationale Beachtung dann deutlich zu. Das Album wurde weltweit rezipiert, derweil viele Rezensionen lobend ausfielen. Kritisiert wurde in Besprechungen für Webzines wie Vampster und Stormbringer.at, dass das Album zu wenig packender Augenblicke aufweise und im Vergleich zu populären Veröffentlichungen des Genres, wenig neues zu bieten wüsste. Auch in manchen lobenden und empfehlenden Besprechungen wurde eingeräumt, dass das Album schwer zu erfassen sei. Das Album fordere so die Aufmerksamkeit und Ruhe der hörenden Person ein. So wahrgenommen sei Siege „über 60 Minuten hinweg“ schön. Dabei strahle, Siege eine „einheitliche Vielschichtigkeit aus, so das [sic!] die aufkommende Traurigkeit nicht langweilig“ würde. Mit Verweis auf diese Vielschichtigkeit wurde in der für Angry Metal Guy das Album als gutes aber nicht essentielles Werk gelobt. Die Band müsse zur weiteren Verbesserung stringenter die guten Augenblicke von den schwachen Trennen. An anderer Stelle wurde die Vielfalt des Albums und die Fähigkeit die Facetten über Andresens Gesang zu verknüpfen gelobt und daran anknüpfend davon ausgegangen, dass Siege eine Album für die gesamte Metal-Szene sei.